# Quercus bicolor
Quercus bicolor är en bokväxtart som beskrevs av Carl Ludwig von Willdenow. Quercus bicolor ingår i släktet ekar, och familjen bokväxter. Inga underarter finns listade.

## Bildgalleri

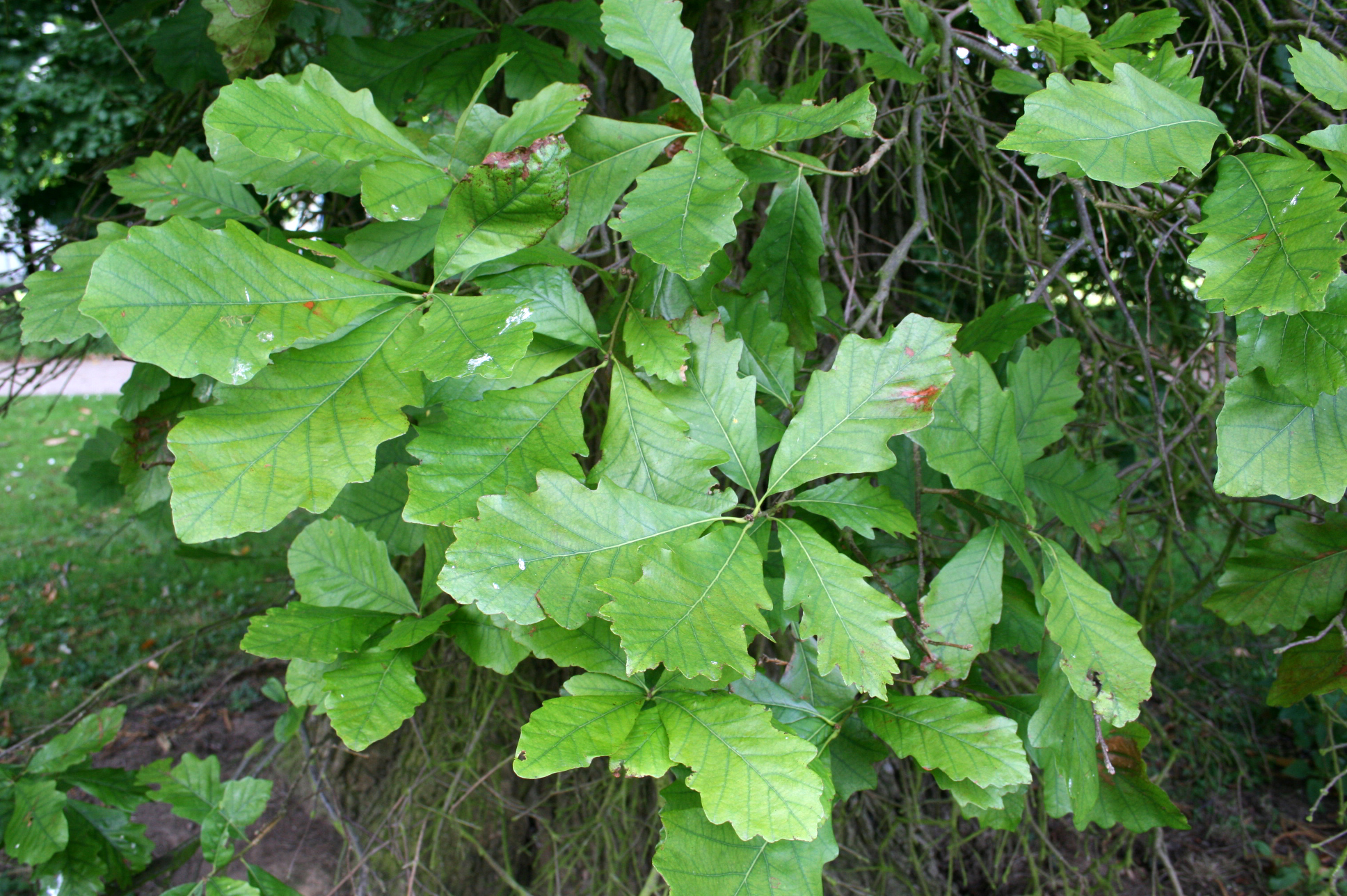
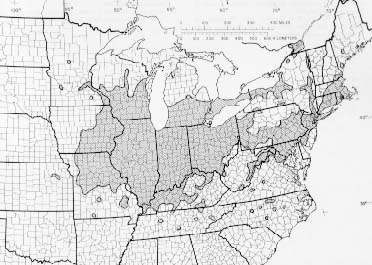